# Konowica
Konowica (ukr. Коновиця) – wieś na Ukrainie  w obwodzie tarnopolskim, w rejonie krzemienieckim.
W okresie międzywojennym w miejscowości stacjonowała strażnica KOP „Konowica”.